# U-382 (tàu ngầm Đức)
U-382 là một tàu ngầm tấn công  Lớp Type VII thuộc phân lớp Type VIIC được Hải quân Đức Quốc Xã chế tạo trong Chiến tranh Thế giới thứ hai. Nhập biên chế năm 1942, nó đã thực hiện được bảy chuyến tuần tra và gây hư hại cho một tàu buôn có tải trọng 9.811 GRT. U-382 bị hư hại nặng trong một đợt không kích của Không quân Hoàng gia Anh xuống căn cứ Wilhelmshaven vào tháng 1, 1945. Chiếc tàu ngầm được trục vớt, nhưng cuối cùng bị đánh đắm trong khuôn khổ Chiến dịch Regenbogen vào ngày 5 tháng 5, 1945 để tránh bị lọt vào tay lực lượng Đồng Minh.

## Thiết kế và chế tạo

### Thiết kế

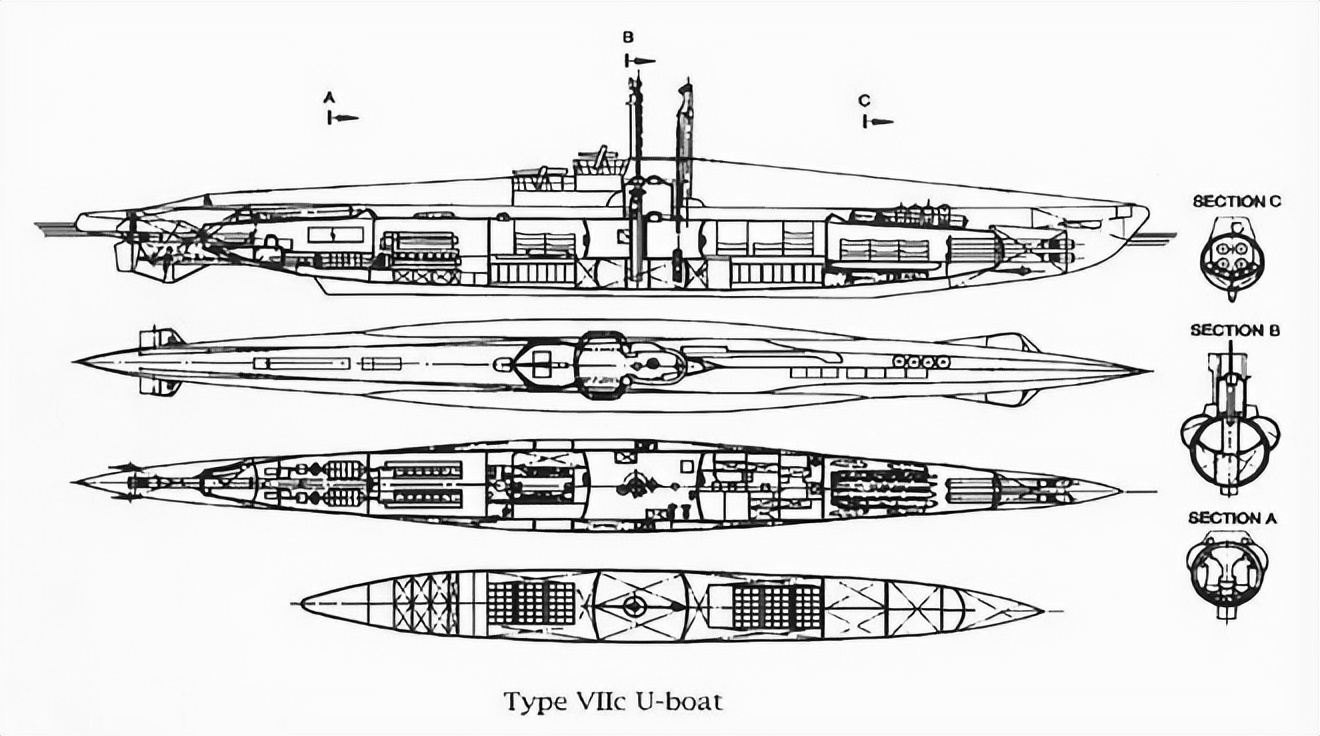
Sơ đồ các mặt cắt một tàu ngầm Type VIIC

Phân lớp VIIC của Tàu ngầm Type VII là một phiên bản VIIB được kéo dài thêm. Chúng có trọng lượng choán nước 769 t (757 tấn Anh) khi nổi và 871 t (857 tấn Anh) khi lặn). Con tàu có chiều dài chung 67,10 m (220 ft 2 in), lớp vỏ trong chịu áp lực dài 50,50 m (165 ft 8 in), mạn tàu rộng 6,20 m (20 ft 4 in), chiều cao 9,60 m (31 ft 6 in) và mớn nước 4,74 m (15 ft 7 in).
Chúng trang bị hai động cơ diesel Germaniawerft F46 siêu tăng áp 6-xy lanh 4 thì, tổng công suất 2.800–3.200 PS (2.100–2.400 kW; 2.800–3.200 bhp), dẫn động hai trục chân vịt đường kính 1,23 m (4,0 ft), cho phép đạt tốc độ tối đa 17,7 kn (32,8 km/h), và tầm hoạt động tối đa 8.500 nmi (15.700 km) khi đi tốc độ đường trường 10 kn (19 km/h). Khi đi ngầm dưới nước, chúng sử dụng hai động cơ/máy phát điện Garbe, Lahmeyer & Co. RP 137/c  tổng công suất 750 PS (550 kW; 740 shp). Tốc độ tối đa khi lặn là 7,6 kn (14,1 km/h), và tầm hoạt động 80 nmi (150 km) ở tốc độ 4 kn (7,4 km/h). Con tàu có khả năng lặn sâu đến 230 m (750 ft).
Vũ khí trang bị có năm ống phóng ngư lôi 53,3 cm (21 in), bao gồm bốn ống trước mũi và một ống phía đuôi, và mang theo tổng cộng 14 quả ngư lôi, hoặc tối đa 22 quả thủy lôi TMA, hoặc 33 quả TMB. Tàu ngầm Type VIIC bố trí một hải pháo 8,8 cm SK C/35 cùng một pháo phòng không 2 cm (0,79 in) trên boong tàu. Thủy thủ đoàn bao gồm 4 sĩ quan và 40-56 thủy thủ.

### Chế tạo
U-382 được đặt hàng vào ngày 16 tháng 10, 1939, và được đặt lườn tại xưởng tàu của hãng Howaldtswerke ở Kiel vào ngày 30 tháng 7, 1941. Nó được hạ thủy vào ngày 21 tháng 3, 1942, và nhập biên chế cùng Hải quân Đức Quốc Xã vào ngày 25 tháng 4, 1942 dưới quyền chỉ huy của Hạm trưởng, Đại úy Hải quân Herbert Juli.

## Lịch sử hoạt động

### 1942

#### Chuyến tuần tra thứ nhất
U-382 khởi hành từ Kiel vào ngày 10 tháng 9, 1942 cho chuyến tuần tra đầu tiên trong chiến tranh. Nó băng qua khe GIUK giữa Iceland và quần đảo Faroe để vòng qua quần đảo Anh và hoạt động trong vùng biển giữa Bắc Đại Tây Dương về phía Đông Nam Greenland. Vào ngày 12 tháng 10, chiếc tàu ngầm bị tấn công bởi một máy bay không rõ nhận dạng. Những hư hại đáng kể gây ra bởi mìn sâu ném xuống đã buộc chiếc tàu ngầm phải kết thúc sớm chuyến tuần tra và đi đến cảng St. Nazaire bên bờ Đại Tây Dương của Pháp đã bị Đức chiếm đóng, đến nơi vào ngày 31 tháng 10.

### 1943

#### Chuyến tuần tra thứ hai
Từ căn cứ St. Nazaire, U-382 thực hiện chuyến tuần tra thứ hai từ ngày 7 tháng 2 đến ngày 8 tháng 3 để hoạt động trong Đại Tây Dương tại lối ra vào phía Tây của eo biển Gibraltar. Ở vị trí về phía Nam quần đảo Azores vào ngày 23 tháng 2, chiếc tàu ngầm đã phóng ngư lôi tấn công Đoàn tàu UC-1, gây hư hại cho chiếc tàu chở dầu Empire Norseman 9.811 GRT. Empire Norseman tiếp tục trúng ngư lôi từ tàu ngầm U- 202, và cuối cùng bị tàu ngầm U-558 đánh chìm nội trong ngày hôm đó. Các tàu hộ tống cho Đoàn tàu UC-1 đã phản công bằng mìn sâu, khiến U-382 bị hư hại đáng kể và bị buộc phải rút lui về căn cứ Lorient cùng bên bờ Đại Tây Dương của Pháp.

#### Chuyến tuần tra thứ ba
U-382 lại có chuyến tuần tra tiếp theo từ ngày 8 đến ngày 24 tháng 4, và đã hoạt động trong Đại Tây Dương về phía Tây vịnh Biscay. Tại đây vào ngày 17 tháng 4, nó bị các tàu hộ tống cho Đoàn tàu HX-233 tấn công bằng mìn sâu, và bị hư hại đến mức phải kết thúc chuyến tuần tra tại cảng St. Nazaire.

#### Chuyến tuần tra thứ tư
U-382 xuất phát từ St. Nazaire vào ngày 19 tháng 6 cho chuyến tuần tra thứ tư, và đã hướng xuống phía Nam để hoạt động dọc theo bờ biển Tây Phi cho đến tận ngoài khơi Liberia và Bờ Biển Ngà. Khi quay trở về căn cứ vào ngày 7 tháng 9, đây là chuyến đi dài ngày nhất của chiếc U-boat, với 81 ngày hoạt động trên biển.

#### Chuyến tuần tra thứ năm
Chuyến tuần tra thứ năm được khởi đầu tại St. Nazaire vào ngày 8 tháng 12, và con tàu đã hoạt động trong vùng biển về phía Tây Bồ Đào Nha. Ở vị trí về phía Đông Bắc quần đảo Azores vào ngày 11 tháng 1, 1944, U-382 phóng ngư lôi tấn công Đoàn tàu ON-64 và KMS-38 nhưng bị các tàu hộ tống phản công quyết liệt bằng mìn sâu nên phải bỏ dỡ cuộc tấn công. Chỉ hai ngày sau đó, chiếc tàu ngầm tiếp tục bị các tàu khu trục thuộc đội đặc nhiệm tìm-diệt tàu ngầm do tàu sân bay hộ tống Hoa Kỳ USS Block Island dẫn đầu tấn công. Chiếc U-boat về đến St. Nazaire vào ngày 26 tháng 1.

### 1944

#### Chuyến tuần tra thứ sáu
Khi lực lượng Đồng Minh đổ bộ lên Normandy vào ngày 6 tháng 6, U-382 rời căn cứ St. Nazaire ngay ngày hôm đó cho chuyến tuần tra thứ sáu, và khi kết thúc chuyến tuần tra đã chuyển đến cảng La Pallice xa hơn về phía Nam vào ngày 15 tháng 6.

#### Chuyến tuần tra thứ bảy
Khi các căn cứ tàu ngầm Đức dọc theo bờ biển Đại Tây Dương có nguy cơ bị đối phương vây hãm, Bộ tổng chỉ huy U-boat Đức quyết định rút U-382 về căn cứ tại Na Uy. Nó khởi hành từ La Pallice vào ngày 10 tháng 9 cho chuyến tuần tra thứ bảy, băng ngược trở lại khe GIUK giữa Iceland và quần đảo Faroe, và đi đến cảng Bergen, Na Uy vào ngày 19 tháng 10. Chiếc tàu ngầm quay trở về cảng Flensburg, Đức trong tháng 11.

### 1945
U-382 bị hư hại nặng do một đợt không kích của Không quân Hoàng gia Anh xuống cảng Wilhelmshaven vào ngày 12 tháng 1, 1945. Con tàu được cho trục vớt vào ngày 20 tháng 3, 1945, và được xuất biên chế cùng ngày hôm đó. Khi cuộc xung đột tại Châu Âu bước vào giai đoạn kết thúc, theo dự định của Chiến dịch Regenbogen, chiếc tàu ngầm bị đánh đắm vào ngày 5 tháng 5, 1945 để tránh bị lọt vào tay lực lượng Đồng Minh.

### "Bầy sói" tham gia
U-382 từng tham gia tám bầy sói:
- Luchs (27 tháng 9 – 6 tháng 10, 1942)
- Panther (6 – 11 tháng 10, 1942)
- Leopard (12 – 13 tháng 10, 1942)
- Robbe (16 – 25 tháng 2, 1943)
- Without name (15 – 18 tháng 4, 1943)
- Borkum (18 tháng 12 – 3 tháng 1, 1944)
- Borkum 1 (3 – 13 tháng 1, 1944)
- Rügen (13 – 15 tháng 1, 1944)

### Tóm tắt chiến công
U-382 đã gây hư hại cho một tàu buôn tải trọng 9.811 GRT:
| Ngày             | Tên tàu         | Quốc tịch      | Tải trọng | Số phận   |
| ---------------- | --------------- | -------------- | --------- | --------- |
| 23 tháng 2, 1943 | Empire Norseman | United Kingdom | 9.811     | Bị hư hại |